# Llista de cançons del DJ Hero 2
Repertori complet del DJ Hero 2, videojoc musical desenvolupat FreeStyleGames i publicat per Activision. Disponible per a les consoles PlayStation 3, Wii i Xbox 360, el videojoc es va posar a la venda a l'octubre de 2010. És una seqüela del DJ Hero, adaptació de la saga Guitar Hero per al turntablism en lloc de la guitarra i a les bandes de rock. Per això inclou un nou controlador que representa una taula de mescles que inclou botons per activar els beats, ajustar el crossfader entre dues cançons i realitzar scratch. Amb aquest nou dispositiu, els jugadors poden simular les accions d'un disc jockey. La jugabilitat és força semblant a la resta de títols de la saga amb alguns canvis. Disposa de tres modes de joc bàsics: carrera individual, cooperatiu i competitiu, però en canvi no apareix un mesurador del nivell de l'actuació.

## Repertori principal
La banda sonora està formada per 83 mashups d'unes 100 cançons de 85 artistes diferents. La majoria de remescles estan formades per dues cançons diferents. Les cançons estan dividides en sis escenaris i alhora en tres o quatre llistes, generalment agrupades per DJs, de manera que en alguns escenaris es pot utilitzar l'avatar de l'artista musical.
| Títol 1                                               | Artista 1                                   | Títol 2                                                   | Artista 2                                                                  | Artista remescla | Escenari        | Llista                                                    |
| ----------------------------------------------------- | ------------------------------------------- | --------------------------------------------------------- | -------------------------------------------------------------------------- | ---------------- | --------------- | --------------------------------------------------------- |
| "Hot in Herre"                                        | Nelly                                       | "Regulate"                                                | Warren G. featuring Nate Dogg                                              | FreeStyle Games  | Eivissa         | West Coast Beats                                          |
| "Galvanize"                                           | The Chemical Brothers                       | "Leave Home"                                              | The Chemical Brothers                                                      | FreeStyle Games  | Xangai          | Dance Anthems, Checkpoint Battle (vs. Mixy Trix)          |
| "Replay"                                              | Iyaz                                        | "Rude Boy"                                                | Rihanna                                                                    | FreeStyle Games  | Eivissa         | Radio Jams                                                |
| "Bounce (Beat Juggle)"                                | MSTRKRFT featuring N.O.R.E.                 | −                                                         | −                                                                          | FreeStyle Games  | Londres         | DJ Battle (vs. David Guetta)                              |
| "Don't Cha"                                           | Pussycat Dolls featuring Busta Rhymes       | "I Know You Want Me (Calle Ocho)"                         | Pitbull                                                                    | FreeStyle Games  | Eivissa         | Radio Jams                                                |
| "Where's Your Head At?"                               | Basement Jaxx                               | "Bonkers"                                                 | Dizzee Rascal & Armand Van Helden                                          | FreeStyle Games  | Xangai          | Dance Anthems                                             |
| "Just Dance"                                          | Lady Gaga featuring Colby O'Donis           | "Ghosts N Stuff"                                          | Deadmau5                                                                   | FreeStyle Games  | Xangai          | Deadmau5 Megamix                                          |
| "California Love"                                     | 2Pac featuring Dr. Dre                      | "Nothin' on You"                                          | B.o.B featuring Bruno Mars                                                 | FreeStyle Games  | Berlín          | Berlin Vocoder                                            |
| "I Will Be Here"                                      | Tiësto featuring Sneaky Sound System        | "Speed Rail"                                              | Tiësto                                                                     | FreeStyle Games  | Las Vegas       | Tiësto Megamix                                            |
| "Nasty"                                               | Janet Jackson                               | "D.A.N.C.E."                                              | Justice                                                                    | FreeStyle Games  | Xangai          | Pop Mixes, Checkpoint Battle (vs. Cool Papa G)            |
| "War"                                                 | Edwin Starr                                 | "Waters of Nazareth"                                      | Justice                                                                    | FreeStyle Games  | Xangai          | DJ Battle (vs. Deadmau5)                                  |
| "Informer"                                            | Snow                                        | "ABC"                                                     | The Jackson 5                                                              | FreeStyle Games  | Eivissa         | Opening Night                                             |
| "Hero"                                                | Nas featuring Keri Hilson                   | "Get By"                                                  | Talib Kweli                                                                | FreeStyle Games  | Las Vegas       | East Coast Beats                                          |
| "Acapella (Beat Juggle)"                              | Kelis                                       | −                                                         | −                                                                          | FreeStyle Games  | Londres         | David Guetta Megamix                                      |
| "Human After All (Beat Juggle)"                       | Daft Punk                                   | −                                                         | −                                                                          | FreeStyle Games  | Eivissa: Encore | Bonus Setlist                                             |
| ""Midnight in a Perfect World (Beat Juggle)"          | DJ Shadow                                   | −                                                         | −                                                                          | FreeStyle Games  | Eivissa: Encore | DJ Shadow                                                 |
| "ABC"                                                 | The Jackson 5                               | "O.P.P."                                                  | Naughty By Nature                                                          | A-Trak           | −               | −                                                         |
| "American Boy"                                        | Estelle featuring Kanye West                | "Good Times"                                              | Chic                                                                       | FreeStyle Games  | −               | −                                                         |
| "Heads Will Roll (A-Trak Remix)"                      | Yeah Yeah Yeahs                             | "Where's Your Head At?"                                   | Basement Jaxx                                                              | FreeStyle Games  | Las Vegas       | A-Trak, Checkpoint Battle (vs. Jugglernort)               |
| "Love Don't Let Me Go (Walking Away)"                 | David Guetta & The Egg                      | "Low"                                                     | Flo Rida                                                                   | FreeStyle Games  | Londres         | David Guetta Megamix, Checkpoint Battle (vs. DJ Kid Itch) |
| "Jump Around"                                         | House of Pain                               | "Put Your Hands Where My Eyes Could See"                  | Busta Rhymes                                                               | FreeStyle Games  | Xangai          | Bonus Setlist                                             |
| Axel F""                                              | Harold Faltermeyer                          | "Get Busy"                                                | Sean Paul                                                                  | FreeStyle Games  | Berlín          | Bonus Setlist                                             |
| "Galang"                                              | M.I.A.                                      | "Under Me Sleng Teng"                                     | Wayne Smith                                                                | FreeStyle Games  | Berlín          | Diplo                                                     |
| "Jungle Boogie"                                       | Kool & the Gang                             | "The Message"                                             | Grandmaster Flash and the Furious Five featuring Melle Mel and Duke Bootee | FreeStyle Games  | Eivissa         | Opening Night                                             |
| "In Da Club"                                          | 50 Cent                                     | "Get Low"                                                 | Lil Jon & the East Side Boyz featuring Ying Yang Twins                     | FreeStyle Games  | Las Vegas       | East Coast Beats                                          |
| "I Want Your Soul"                                    | Armand Van Helden                           | "Push It"                                                 | Salt-N-Pepa                                                                | FreeStyle Games  | Berlín          | House                                                     |
| "Lollipop"                                            | Lil Wayne featuring Static Major            | "Not Afraid"                                              | Eminem                                                                     | FreeStyle Games  | Londres         | Hot 100                                                   |
| "Twist 'Em Out"                                       | Dillinja and Skibadee                       | "Welcome To Jamrock"                                      | Damian Marley                                                              | FreeStyle Games  | Eivissa: Encore | Closing Party                                             |
| "Ridin'"                                              | Chamillionaire                              | "Crank That (Soulja Boy)"                                 | Soulja Boy Tell 'Em                                                        | FreeStyle Games  | Eivissa         | Radio Jams                                                |
| "I'm Not Alone"                                       | Calvin Harris                               | "Show Me Love" (StoneBridge Radio Edit)                   | Robin S                                                                    | FreeStyle Games  | Xangai          | Dance Anthems                                             |
| "Push The Feeling On (MK Mix 95)"                     | Nightcrawlers                               | "I Know You Want Me (Calle Ocho)"                         | Pitbull                                                                    | FreeStyle Games  | Berlín          | House, Checkpoint Battle (vs. Vunda Boy)                  |
| "Planet Rock"                                         | Afrika Bambaataa and The Soul Sonic Force   | "Push It"                                                 | Salt-N-Pepa                                                                | FreeStyle Games  | Londres         | Old Skool, Checkpoint Battle (vs. Kitty Smash)            |
| "LoveGame"                                            | Lady Gaga                                   | "Heartless"                                               | Kanye West                                                                 | FreeStyle Games  | Londres         | Bonus Setlist                                             |
| "Black & Gold"                                        | Sam Sparro                                  | "Love Is Gone (Fred Rister & Joachim Garraud Radio Edit)" | David Guetta featuring Chris Willis                                        | FreeStyle Games  | Londres         | David Guetta Megamix                                      |
| "You Gonna Want Me"                                   | Tiga                                        | "The Way I Are"                                           | Timbaland featuring Keri Hilson                                            | FreeStyle Games  | Berlín          | House                                                     |
| "Say Whoa"                                            | A-Trak                                      | "Bounce"                                                  | MSTRKRFT featuring N.O.R.E.                                                | FreeStyle Games  | Las Vegas       | A-Trak                                                    |
| "Pump Up The Volume"                                  | M\|A\|R\|R\|S                               | "Buffalo Gals"                                            | Malcolm McLaren                                                            | FreeStyle Games  | Berlín          | DJ Battle (vs. RZA)                                       |
| "Who Am I (What's My Name)?"                          | Snoop Dogg                                  | "Oops (Oh My)"                                            | Tweet featuring Missy Elliott                                              | FreeStyle Games  | Eivissa         | West Coast Beats                                          |
| "Favorite DJ"                                         | Clinton Sparks, DJ Class & Jermaine Dupri   | "In The Ayer"                                             | Flo Rida featuring will.i.am                                               | FreeStyle Games  | Xangai          | Pop Mixes                                                 |
| "I Can't Live Without My Radio"                       | LL Cool J                                   | "The Message"                                             | Grandmaster Flash and the Furious Five featuring Melle Mel and Duke Bootee | FreeStyle Games  | Berlín          | RZA Megamix                                               |
| "Welcome to Jamrock"                                  | Damian Marley                               | "A Fifth of Beethoven"                                    | Walter Murphy                                                              | RZA              | Berlín          | RZA Megamix                                               |
| "Apocalypse (Beat Juggle)"                            | Sparfunk & D-Code                           | −                                                         | −                                                                          | FreeStyle Games  | −               | −                                                         |
| "California Love (Beat Juggle)"                       | 2Pac featuring Dr. Dre                      | −                                                         | −                                                                          | FreeStyle Games  | Eivissa         | West Coast Beats                                          |
| "Bonkers"                                             | Dizzee Rascal & Armand Van Helden           | "Omen"                                                    | The Prodigy                                                                | FreeStyle Games  | −               | −                                                         |
| "Groove Is In The Heart"                              | Deee-Lite                                   | "Le Freak"                                                | Chic                                                                       | FreeStyle Games  | Eivissa         | Opening Night                                             |
| "Pon De Floor"                                        | Major Lazer feat. Vybz Kartel               | "Axel F"                                                  | Harold Faltermeyer                                                         | Diplo            | Berlín          | Diplo                                                     |
| "In Da Club"                                          | 50 Cent                                     | "Go DJ"                                                   | Lil' Wayne                                                                 | FreeStyle Games  | −               | −                                                         |
| "Say Something"                                       | Timbaland featuring Drake                   | "Put On"                                                  | Young Jeezy featuring Kanye West                                           | FreeStyle Games  | Londres         | Hot 100                                                   |
| "Love Lockdown"                                       | Kanye West                                  | "Bad Girls"                                               | Donna Summer                                                               | FreeStyle Games  | Berlín          | Vocoder                                                   |
| "Memories"                                            | David Guetta featuring Kid Cudi             | "Bashy Bashy"                                             | Pirate Soundsystem                                                         | FreeStyle Games  | Londres         | David Guetta Megamix                                      |
| "Lollipop"                                            | Lil Wayne featuring Static Major            | "Low"                                                     | Flo Rida                                                                   | FreeStyle Games  | Berlín          | Vocoder                                                   |
| "I Can't Live Without My Radio"                       | LL Cool J                                   | "Good Times"                                              | Chic                                                                       | FreeStyle Games  | −               | −                                                         |
| "Get Ur Freak On"                                     | Missy Elliot                                | "Infiltrate"                                              | Sean Paul                                                                  | FreeStyle Games  | Las Vegas       | Bonus Setlist                                             |
| "I'm Not Alone"                                       | Calvin Harris                               | "Blue Monday"                                             | New Order                                                                  | FreeStyle Games  | Berlín          | House                                                     |
| "Love Lockdown"                                       | Kanye West                                  | "The Day That Never Comes"                                | Metallica                                                                  | DJ Shadow        | Eivissa: Encore | DJ Shadow                                                 |
| "Pump Up The Volume"                                  | MARRS                                       | "Put Your Hands Where My Eyes Could See"                  | Busta Rhymes                                                               | DJ Jazzy Jeff    | Londres         | Old Skool                                                 |
| "War"                                                 | Edwin Starr                                 | "Superstition"                                            | Stevie Wonder                                                              | FreeStyle Games  | Eivissa         | Bonus Setlist                                             |
| "Pon De Replay"                                       | Rihanna                                     | "Get Busy"                                                | Sean Paul                                                                  | FreeStyle Games  | Xangai          | Pop Mixes                                                 |
| "Bad Girls"                                           | Donna Summer                                | "Jam On It"                                               | Newcleus                                                                   | FreeStyle Games  | Londres         | Old Skool                                                 |
| "Heartless"                                           | Kanye West                                  | "Midnight in a Perfect World"                             | DJ Shadow                                                                  | Diplo            | Berlín          | Diplo                                                     |
| "Blue Monday"                                         | New Order                                   | "Pon De Floor"                                            | Major Lazer feat. Vybz Kartel                                              | FreeStyle Games  | −               | −                                                         |
| "Twist 'Em Out"                                       | Dillinja and Skibadee                       | "Get Ur Freak On"                                         | Missy Elliot                                                               | DJ Z-Trip        | Las Vegas       | Z-Trip, Checkpoint Battle (vs. Cleetus Cuts)              |
| "Busy Child (Still Busy After All These Years Remix)" | The Crystal Method                          | "Planet Rock"                                             | Afrika Bambaataa and The Soul Sonic Force                                  | DJ Z-Trip        | Las Vegas       | Z-Trip                                                    |
| "D.A.N.C.E. (Beat Juggle)"                            | Justice                                     | −                                                         | −                                                                          | A-Trak           | Las Vegas       | A-Trak                                                    |
| "Put On"                                              | Young Jeezy featuring Kanye West            | "Enuff" (DJ Fresh remix)                                  | DJ Shadow featuring Q-Tip and Lateef                                       | DJ Shadow        | Eivissa: Encore | DJ Shadow                                                 |
| "Galvanize (Beat Juggle)"                             | The Chemical Brothers featuring Q-Tip       | −                                                         | −                                                                          | Scratch Perverts | Eivissa: Encore | Closing Party, Checkpoint Battle (vs. Candy Nova)         |
| "Omen"                                                | The Prodigy                                 | "The Box"                                                 | Orbital                                                                    | Scratch Perverts | Las Vegas       | DJ Battle (vs. Tiësto)                                    |
| "Super Battle Breaks"                                 | DJ Qbert                                    | −                                                         | −                                                                          | DJ Qbert         | Eivissa: Encore | DJ Battle (vs. DJ Qbert)                                  |
| "Jam On It (Beat Juggle)"                             | Newcleus                                    | −                                                         | −                                                                          | DJ Qbert         | Eivissa         | DJ Battle (vs. DJ Qbert)                                  |
| "Killer (Tiësto Remix)"                               | Adamski                                     | −                                                         | −                                                                          | DJ Tiësto        | Las Vegas       | Tiësto Megamix                                            |
| "Bad Romance (Tiësto Remix)"                          | Lady Gaga                                   | −                                                         | −                                                                          | DJ Tiësto        | Las Vegas       | Tiësto Megamix                                            |
| "Say Whoa (Beat Juggle)"                              | A-Trak                                      | −                                                         | −                                                                          | FreeStyle Games  | −               | −                                                         |
| "Dollaz & Sense (Beat Juggle)"                        | Blakroc featuring Pharoahe Monch & RZA      | −                                                         | −                                                                          | FreeStyle Games  | Berlin          | RZA Magamix                                               |
| "I Remember (Beat Juggle)"                            | Deadmau5 & Kaskade                          | −                                                         | −                                                                          | FreeStyle Games  | Xangai          | Deadmau5 Megamix                                          |
| "American Boy (Beat Juggle)"                          | Estelle featuring Kayne West                | −                                                         | −                                                                          | FreeStyle Games  | Londres         | Hot 100                                                   |
| "Stylo (Beat Juggle)"                                 | Gorillaz featuring Mos Def & Bobby Womack   | −                                                         | −                                                                          | FreeStyle Games  | Xangai          | Pop Mixes                                                 |
| "Jump Around (Beat Juggle)"                           | House of Pain                               | −                                                         | −                                                                          | FreeStyle Games  | −               | −                                                         |
| "Move for Me (Beat Juggle)"                           | Kaskade & Deadmau5                          | −                                                         | −                                                                          | FreeStyle Games  | Xangai          | Deadmau5 Megamix                                          |
| "You're a Jerk (Beat Juggle)"                         | New Boyz                                    | −                                                         | −                                                                          | FreeStyle Games  | −               | −                                                         |
| "Chain Gang (Beat Juggle)"                            | Sam Cooke                                   | −                                                         | −                                                                          | FreeStyle Games  | −               | −                                                         |
| "Mo' Money, Mo' Problems (Beat Juggle)"               | The Notorious B.I.G. featuring Mase & Diddy | −                                                         | −                                                                          | FreeStyle Games  | Las Vegas       | East Coast Beats                                          |
| "Firestarter (Beat Juggle)"                           | The Prodigy                                 | −                                                         | −                                                                          | FreeStyle Games  | Eivissa: Encore | Closing Party                                             |
| "Come On (Beat Juggle)"                               | Tiësto & Diplo                              | −                                                         | −                                                                          | FreeStyle Games  | −               | −                                                         |

## Material descarregable
El DJ Hero 2 permet l'adquisió de material descarregable mitjançant les respectives botigues virtuals de cada consola.
| Títol 1                                          | Artista 1                                      | Títol 2                 | Artista 2        | Artista remescla | Nom pack                               | Llançament             |
| ------------------------------------------------ | ---------------------------------------------- | ----------------------- | ---------------- | ---------------- | -------------------------------------- | ---------------------- |
| "OMG (Beat Juggle)"                              | Usher featuring Will.I.Am                      | −                       | −                | FreeStyle Games  | Hit Makers Mix Pack                    | 2 de novembre de 2010  |
| "Umbrella"                                       | Rihanna                                        | "Let's Get It On"       | Marvin Gaye      | FreeStyle Games  | Hit Makers Mix Pack                    | 2 de novembre de 2010  |
| "Shutterbugg"                                    | Big Boi featuring Cutty                        | "Return of the Mack"    | Mark Morrison    | FreeStyle Games  | Hit Makers Mix Pack                    | 2 de novembre de 2010  |
| "Hustler"                                        | Simian Mobile Disco                            | "Pump Up the Jam"       | Technotronic     | FreeStyle Games  | Electro Hits Mix Pack                  | 16 de novembre de 2010 |
| "I'm in the House (Beat Juggle)"                 | Steve Aoki featuring Zuper Blahq               | −                       | −                | FreeStyle Games  | Electro Hits Mix Pack                  | 16 de novembre de 2010 |
| "I'm in Miami Bitch"                             | LMFAO                                          | "Shake & Pop"           | Green Velvet     | FreeStyle Games  | Electro Hits Mix Pack                  | 16 de novembre de 2010 |
| "Feel It in My Bones (Beat Juggle)"              | Tiësto Ft. Tegan and Sara                      | −                       | −                | FreeStyle Games  | Tiësto Mix Pack Presented By Coca-Cola | 23 de novembre de 2010 |
| "Knock You Out"                                  | Tiësto Ft. Emily Haines                        | "Young Lions"           | Tiësto           | FreeStyle Games  | Tiësto Mix Pack Presented By Coca-Cola | 23 de novembre de 2010 |
| "Louder Than Boom"                               | Tiësto                                         | "Traffic"               | Tiësto           | FreeStyle Games  | Tiësto Mix Pack Presented By Coca-Cola | 23 de novembre de 2010 |
| "Debaser"                                        | Pixies                                         | "Invaders Must Die"     | The Prodigy      | FreeStyle Games  | Hard Edge Mix Pack                     | 30 de novembre de 2010 |
| "Body Movin'"                                    | Beastie Boys                                   | "Rock and Roll Is Dead" | Lenny Kravitz    | FreeStyle Games  | Hard Edge Mix Pack                     | 30 de novembre de 2010 |
| "Human Beat Box"                                 | Fat Boys                                       | "King of the Beats"     | Mantronix        | FreeStyle Games  | Old Skool Mix Pack                     | 14 de desembre de 2010 |
| "Whoomp! (There It Is)"                          | Tag Team                                       | "The 900 Number"        | 45 King          | FreeStyle Games  | Old Skool Mix Pack                     | 14 de desembre de 2010 |
| "Triple Trouble"                                 | Beastie Boys                                   | "Funky Cold Medina"     | Tone Loc         | FreeStyle Games  | Old Skool Mix Pack                     | 14 de desembre de 2010 |
| "The Catalyst (Does It Offend You, Yeah? Remix)" | Linkin Park                                    | −                       | −                | FreeStyle Games  | Linkin Park Mix Pack                   | 21 de desembre de 2010 |
| "When They Come for Me (Diplo Remix)"            | Linkin Park                                    | −                       | −                | Diplo            | Linkin Park Mix Pack                   | 21 de desembre de 2010 |
| "Pts.OF.Athrty (Beat Juggle)"                    | Linkin Park                                    | −                       | −                | FreeStyle Games  | Linkin Park Mix Pack                   | 21 de desembre de 2010 |
| "For An Angel"                                   | Paul Van Dyk                                   | "9pm (Till I Come)"     | ATB              | FreeStyle Games  | Trance Anthems Mix Pack                | 18 de gener de 2011    |
| "Not Over (Beat Juggle)"                         | Paul Oakenfold featuring Ryan Tedder           | −                       | −                | FreeStyle Games  | Trance Anthems Mix Pack                | 18 de gener de 2011    |
| "Punk"                                           | Ferry Corsten                                  | "Imagine"               | Armin Van Buuren | FreeStyle Games  | Trance Anthems Mix Pack                | 18 de gener de 2011    |
| "Salt In the Wounds (Beat Juggle)"               | Pendulum                                       | −                       | −                | FreeStyle Games  | Pendulum Mix Pack                      | 15 de febrer de 2011   |
| "Watercolour (Beat Juggle)"                      | Pendulum                                       | −                       | −                | FreeStyle Games  | Pendulum Mix Pack                      | 15 de febrer de 2011   |
| "Set Me On Fire (Beat Juggle)"                   | Pendulum                                       | −                       | −                | FreeStyle Games  | Pendulum Mix Pack                      | 15 de febrer de 2011   |
| "My World Premiere"                              | Charizma & Peanut Butter Wolf                  | "The Red"               | Jaylib           | FreeStyle Games  | Indie Hip Hop Mix Pack                 | 15 de març de 2011     |
| "Party Hard"                                     | The Perceptionists featuring Guru and Camu Tao | "Ghostwriter"           | RJD2             | FreeStyle Games  | Indie Hip Hop Mix Pack                 | 15 de març de 2011     |
| "The Best Day (Beat Juggle)"                     | Atmosphere                                     | −                       | −                | FreeStyle Games  | Indie Hip Hop Mix Pack                 | 15 de març de 2011     |
| "We No Speak Americano (Beat Juggle)"            | Yolanda Be Cool & DCUP                         | −                       | −                | FreeStyle Games  | Ultra Mix Pack                         | 15 d'abril de 2011     |
| "House Music (Beat Juggle)"                      | Benny Benassi                                  | −                       | −                | FreeStyle Games  | Ultra Mix Pack                         | 15 d'abril de 2011     |
| "Sofi Needs A Ladder (Beat Juggle)"              | Deadmau5                                       | −                       | −                | FreeStyle Games  | Ultra Mix Pack                         | 15 d'abril de 2011     |